# Apavadászat
Az Apavadászat (eredeti cím: Father Figures) 2017-ben bemutatott amerikai filmvígjáték, melyet Lawrence Sher rendezett (rendezői debütálásaként). A főszerepet Owen Wilson, Ed Helms, J. K. Simmons, Katt Williams, Terry Bradshaw, Ving Rhames, Harry Shearer, June Squibb, Christopher Walken és Glenn Close alakítja. A film forgatása 2015. október 5-én kezdődött Atlantában.
Az Amerikai Egyesült Államokban 2017. december 22-én mutatta be a Warner Bros. Pictures. Magyarországon két héttel később, 2018. január 4-én került szinkronizálva a mozikba az InterCom Zrt. forgalmazásában. Általánosságban negatív kritikákat kapott; egyesek a filmet „céltalannak vagy erőtlennek” nevezték. A Metacritic oldalán a film értékelése 21% a 100-ból, ami 17 véleményen alapul. A Rotten Tomatoeson az Apavadászat 19%-os minősítést kapott 42 értékelés alapján. A film 25 millió dolláros bevételt tudott termelni a 25 millió dolláros költségvetésével szemben.

## Rövid történet
Egy felnőtt kétpetéjű ikerpár próbálja megtalálni korábban halottnak hitt biológiai apját.

## Cselekmény
Amikor az ikertestvérek, Kyle (Owen Wilson) és Peter (Ed Helms) megérkeznek édesanyjuk, Helen esküvőjére, rájönnek, hogy az asszony kitalálta a történetet arról, hogy apjuk vastagbélrákban halt meg. Valójában még abban sem biztos, hogy ki is ő valójában.
Útnak indulnak, hogy megtalálják őt, és végigjárják a lehetséges apák listáját, köztük az egykori futball irányító Terry Bradshaw-t, és egy Roland Hunt (J. K. Simmons) nevű férfit, aki hangsúlyozza; kizárt, hogy az ő fiai lennének. De miközben folytatják őrült útjukat, Helen megpróbálja meggyőzni a fiúkat, hogy hagyják abba a keresést, mivel szerinte az apjuk kiléte lényegtelen.

## Szereplők
| Szerep             | Színész | Magyar hang     |
| ------------------ | --- | --------------- |
| Kyle Reynolds      | Owen Wilson | Crespo Rodrigo  |
| Kyle Reynolds      | Peter ikertestvére. Fesztelen modell, aki milliókat szerzett azzal, hogy egy képet eladott egy BBQ szósszal foglalkozó cég számára.        |                 |
| Peter Reynolds     | Ed Helms | Forgács Péter   |
| Peter Reynolds     | Kyle ikertestvére, proktológus. Elvált apuka, akinek nem túl fényes az élete, tizenéves fia, Ethan utálja őt.                              |                 |
| Helen Baxter       | Glenn Close | Borbás Gabi     |
| Helen Baxter       | Kyle és Peter excentrikus anyja. Az 1970-es évek közepén viharos szexuális viszonyai voltak férfiakkal, így nem tudni, ki a gyerekei apja. |                 |
| Roland Hunt        | J. K. Simmons | Barbinek Péter  |
| Roland Hunt        | Pénzügyi befektető és visszavonult bűnöző, Kyle és Peter lehetséges apja.                                                                  |                 |
| Dr. Walter Tinkler | Christopher Walken | Hirtling István |
| Dr. Walter Tinkler | Állatorvos, Kyle és Peter lehetséges apja.                                                                                                 |                 |
| Rod Hamilton       | Ving Rhames | Vass Gábor      |
| Rod Hamilton       | Bradshaw barátja és volt futball csapattársa.                                                                                              |                 |
| Önmaga             | Terry Bradshaw | Papp János      |
| Önmaga             | Nyugdíjas futballista, Kyle és Peter lehetséges apja.                                                                                      |                 |
| Stoppos            | Katt Williams | Scherer Péter   |
| Stoppos            | Stoppos, akit Kyle és Peter felvesznek a túrájuk során.                                                                                    |                 |
| Gene Baxter        | Harry Shearer | Várkonyi András |
| Gene Baxter        | Helen új férje. |                 |
| Kaylani            | Jessica Gomes | Kelemen Kata    |
| Kaylani            | Kyle barátnője. |                 |

## Fordítás
- Ez a szócikk részben vagy egészben  a   Father Figures című angol Wikipédia-szócikk fordításán alapul.  Az eredeti cikk szerkesztőit annak laptörténete sorolja fel. Ez a jelzés csupán a megfogalmazás eredetét és a szerzői jogokat jelzi, nem szolgál a cikkben szereplő információk forrásmegjelöléseként.